# 連隊長レドル
『連隊長レドル』（独: Oberst Redl, ハンガリー語: Redl ezredes）は、1985年に製作されたドイツ・オーストリア・ハンガリー合作映画。監督はサボー・イシュトヴァーン。オーストリア＝ハンガリー帝国の士官アルフレート・レードルが題材となっている。

## あらすじ
オーストリア＝ハンガリー帝国のガリツィア出身のルーシ人少年アルフレート・レードルは、一介の農民の息子でありながら、士官学校への入学を勝ち取る。 家を出るとき、母親は彼に皇帝フランツ・ヨーゼフへの永遠の感謝の念を植え付ける。 レドルは、自分の前途有望なキャリアが皇帝のおかげであることを決して忘れない。
陸軍士官学校で若きレードルはすぐに頭角を現し、 同級生のクリストフ・クビニとは固い友情で結ばれる。 ハンガリー人貴族であるクビニは休暇にレードルを両親の優雅な邸宅に招待する。 そこでアルフレートはクリストフの姉カタリンに出会う。
成長したレードルとクビニは徐々に出世するが、彼らの政治的な理想は異なっていた。 クビニは、ハンガリーがハプスブルク家の支配から解放されることを強く願うが、レードルは恩人であるオーストリア皇帝への忠誠心を保つ。またアルフレートはクリストフに友情を超えた恋愛感情を抱くようになった。二人が売春宿を訪れたとき、レードルは女性と交わるよりも、友人の性行為を覗くことに熱中するのだった。クリストフが起こした決闘騒ぎによりレードルとクビニのキャリアは危うくなるが、フォン・ローデン大佐はレードルの勤勉さと皇帝への忠誠心を評価し、彼を昇進させウィーンでの任務を手配する。ウィーンで、レードルはカタリンと再会する。カタリンは彼が本当に愛しているのは弟であることを知っていたが、二人は恋人になる。
レードルはロシア国境にある駐屯地に配属され、緩みきった規律を正すため懸命に働いた。だがレードルに対して生まれの優越感を抱いている、クリストフを含む下士官たちは、このことが気に食わなかった。クリストフは他の士官との会の中でレードルの卑しい出自を嘲笑した。
フォン・ローデン大佐が介入し、レードルはウィーンに戻り対スパイ部門である防衛局の副局長を務めることになった。 レードルはオーストリア・ハンガリー全軍の将校を密偵し、ロシア側のためにスパイ活動に従事している者を特定するという厄介な仕事に取り掛かる。また同性愛者だという噂を打ち消すため、レードルはカタリンに紹介された女性クラリッサと愛のない便宜結婚をする。
レードルは職務に一途なためフランツ・フェルディナント大公の陰謀に巻き込まれるが、計画は失敗に終わる。 レードルは自身が忠誠を誓ってきた帝国や皇族の正体に幻滅し、絶望する。大公は代わりにレドルを陥れることにし、イタリア人将校アルフレード・ヴェロッキオにレードルを誘惑させる。自棄になったレードルは機密情報をヴェロッキオに暴露し、通謀の罪で逮捕される。クリストフ・クビニがホテルの一室に軟禁されたレードルに拳銃を渡し、裁判にかけられる前に自殺するよう勧める。クビニはレードルの部屋を出ると重圧に耐えかね気絶し、レードルはしばし逡巡した後に自殺した。
映画は、サラエボでの大公暗殺と、その結果起こった第一次世界大戦への様子を簡潔に描いて終わる。

## 史実との相違点
この映画にはいくつかの不正確な点がある。 作中でレードルはルーシ人であるとされているが、実際には彼の家族はドイツ系チェコ人である。 作中のレードルは貧しい家庭の出身で、姉は貧しい文盲の農民として描かれている。しかし史実のレードルは中流階級出身で、姉は学校の教師だった。
クビニ姉弟は架空の人物であり、フランツ・フェルディナント大公の陰謀もフィクションである。
作中同様、史実のレードルも同性愛者だったが、それが直接の原因となって自殺に追い込まれたわけではない。 史実の彼は帝政ロシア政府に雇われたスパイであり、裏切りが発覚すると彼は自殺するように勧められた。

そのため映画の冒頭では、以下のような但し書きが掲示される。
我々は史実に基づいてレードル大佐の物語を語っているのではありません。 登場人物の行動はすべて架空のものです。 この映画はジョン・オズボーンの戯曲『わたしの愛国者』および、同時代の歴史事件にインスパイアされたものです。

## キャスト
| 配役                           | 俳優                             |
| ------------------------------ | -------------------------------- |
| アルフレート・レードル         | クラウス・マリア・ブランダウアー |
| フォン・ローデン               | ハンス・クリスチャン・ブレヒ     |
| フランツ・フェルディナント大公 | アーミン・ミューラー＝スタール   |
| クリストフ・クビニ             | ヤン・ニクラス                   |
| カタリン・クビニ               | グドルン・ランドグレーベ         |

## 受賞・ノミネート
| 映画賞・映画祭       | 部門           | 対象                   | 結果       |
| -------------------- | -------------- | ---------------------- | ---------- |
| カンヌ国際映画祭     | パルム・ドール | イシュトヴァン・サボー | ノミネート |
| カンヌ国際映画祭     | 審査員賞       | イシュトヴァン・サボー | 受賞       |
| アカデミー賞         | 外国語映画賞   |                        | ノミネート |
| ゴールデングローブ賞 | 外国語映画賞   |                        | ノミネート |
| 英国アカデミー賞     | 外国語作品賞   |                        | 受賞       |